# Microgoes oculatus
Microgoes oculatus är en skalbaggsart som först beskrevs av Leconte 1862.  Microgoes oculatus ingår i släktet Microgoes och familjen långhorningar. Inga underarter finns listade i Catalogue of Life.